# Paralever

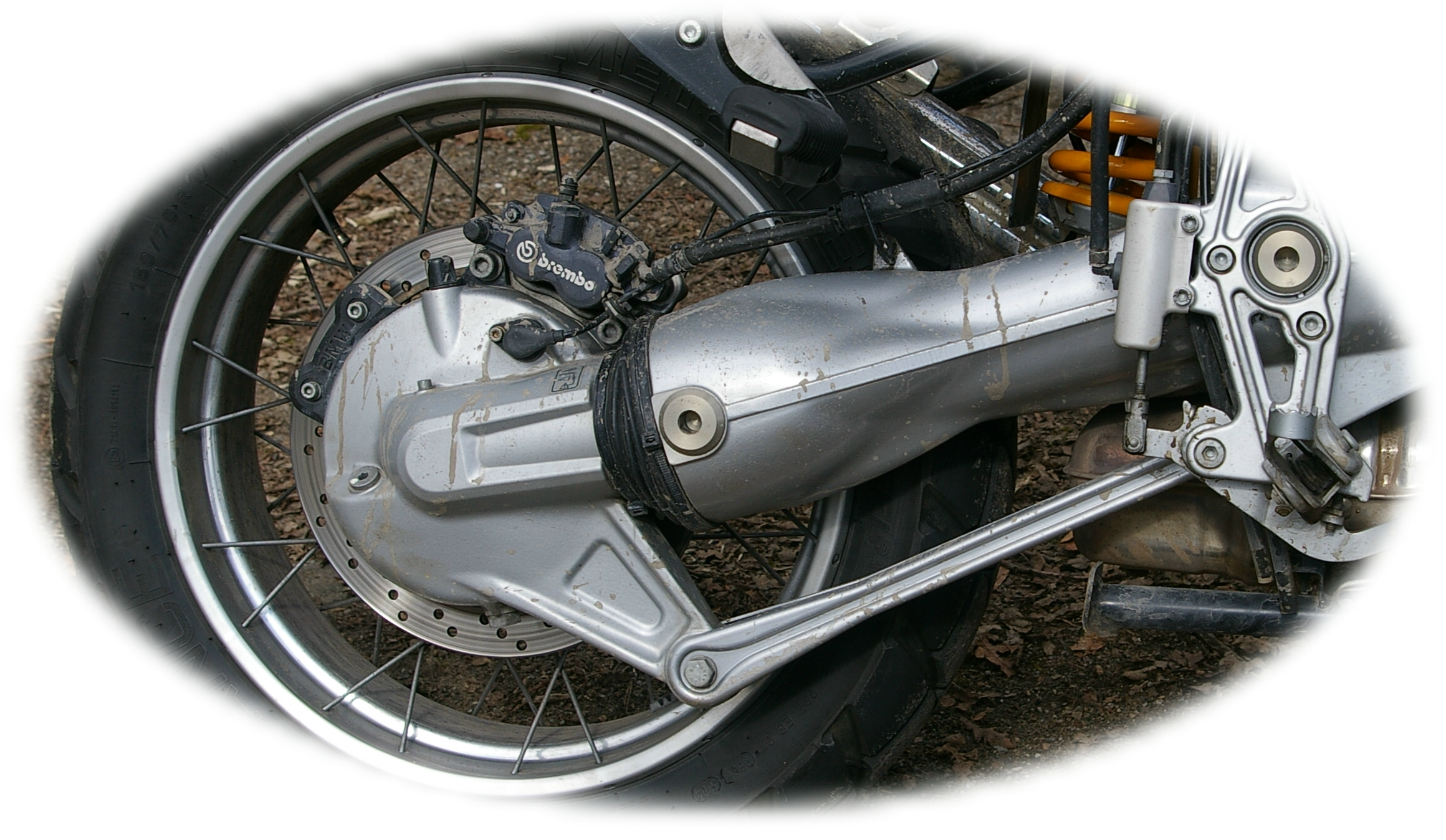
Paralever der „ersten Bauart“; hinteres Gelenk in Linie der Kardanwelle; Lenker unten; Schon mit Zentralfederbein und Scheibenbremse, vorher hatte der „Paralever“ i. d. R. die Federbeinaufnahme am Endantriebsgehäuse und eine Trommelbremse

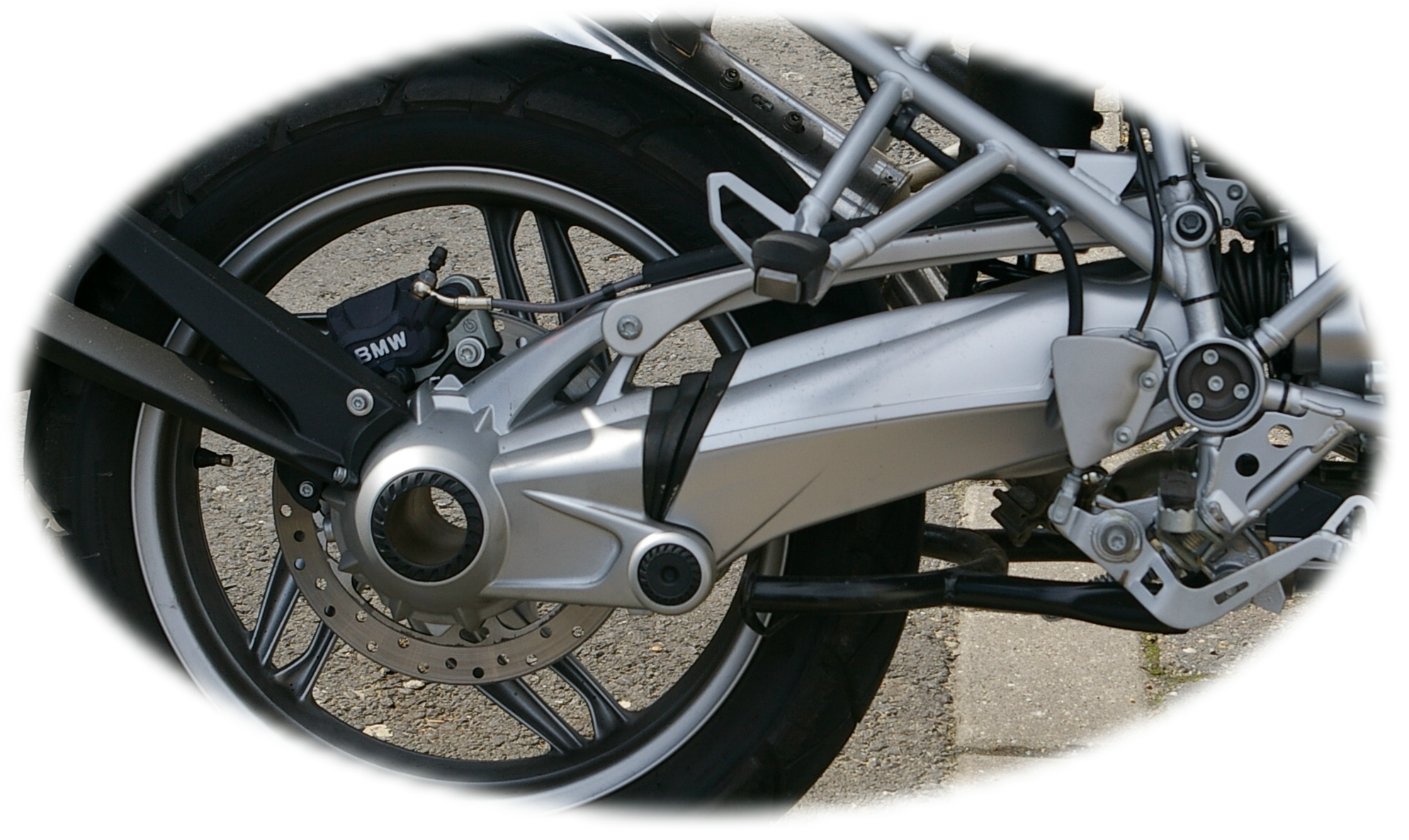
Paralever der zweiten Bauart; hinteres Gelenk unter der Kardanwelle; Lenker oben

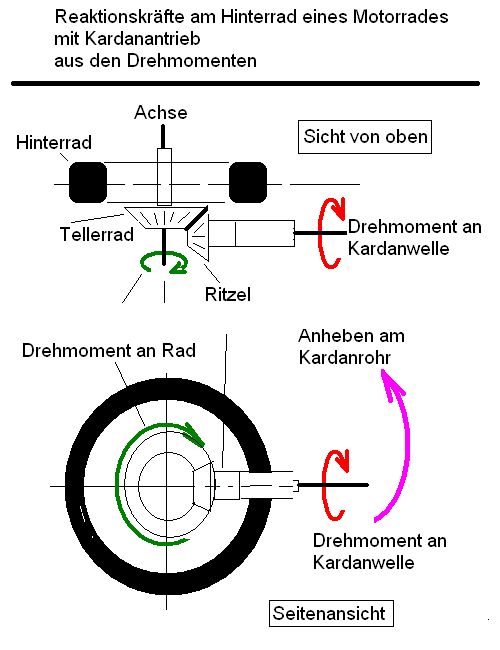
Reaktionskräfte und Drehmomente am Kardan

Die 1987 bei BMW eingeführte Paraleverkonstruktion der Hinterradschwinge mindert bei Motorrädern mit Kardanantrieb die störenden Reaktionskräfte des Kardanantriebs.

## Kardan-Reaktionskräfte
Der Antrieb über eine längs angeordnete Kardanwelle benötigt eine Umlenkung des Antriebsdrehmomentes um neunzig Grad, um das quer angeordnete Hinterrad anzutreiben. Dazu dient ein Kegelradgetriebe am Hinterrad, bestehend aus Gehäuse, Ritzel an der Kardanwelle und Tellerrad.
Bei sehr vielen kardanwellengetriebenen Motorrädern befindet sich das Tellerrad des Kegelradgetriebes innen zum Rad, siehe Skizze. Bei BMW-Motorrädern ist dies seit 1955 der Fall; ältere BMWs hatten das Tellerrad noch außen.
Das Beschleunigen des Motorrades führt bei dieser Bauweise der Kraftübertragung zum Anheben des Hecks. Der Grund: Das Moment aus Antriebskraft mal Radhalbmesser muss von der Schwinge abgestützt werden; beim Kettenantrieb hingegen bleibt die Schwinge von Antriebsmomenten frei. Beim Gaswegnehmen sinkt die Maschine hinten ab. Dieses nicht nur BMW-Motorrädern eigene Verhalten führte zu Hinweisen in Büchern und Zeitschriftenartikeln, in Kurven für noch mehr Seitenneigung besser leicht zu beschleunigen, um am Kardan quasi „kletternd“ die sonst aufsetzenden Teile des Motorrads etwas anzuheben – aber in jedem Falle ein Gaswegnehmen in engen Kurven „aus Angst“ unbedingt zu vermeiden.
Beim starken Beschleunigen in der Kurve federt beim Motorrad das Vorderrad aus. Dadurch ändert sich der Lenkkopfwinkel und das Motorrad fährt einen größeren Radius (untersteuert). Dieser Effekt ist bei sehr sportlichen Maschinen nicht willkommen. Um dies zu mindern, sollte das Heck beim Gasanlegen nicht eintauchen, gegebenenfalls etwas ausfedern. Daher wählt man unter anderem auch beim Kettenantrieb für sehr sportliche Motorräder oft eine Geometrie, die das Heck leicht ausfedern lässt. Damit benötigt man auch keine zu harte Hinterradfederung mehr, die das Einfedern des Hecks verhindern soll. Die von BMW gewählte Geometrie passt zu sehr sportlichen Motorrädern. Tourenmotorräder werden jedoch oftmals mit eintauchender Hinterradschwinge gebaut.

## Konstruktion eines Kräfte-Parallelogramms
Der Paralever vermeidet größtenteils diese – für BMW-Motorrad-Neulinge sonst äußerst gewöhnungsbedürftigen – Fahrwerksreaktionen: Das Kegelradgetriebe am Hinterrad ist gelenkig mit der Schwinge verbunden. Das Antriebsmoment wird von einer zusätzlichen Strebe aufgefangen. Die Strebe und die Hinterradschwinge sind gleich lang und die Befestigungspunkte am Hinterrad und am Rahmen haben den gleichen Abstand. Das sich dadurch ergebende Gelenk-Parallelogramm verhindert das Verdrehen des Achsgehäuses und hält so die Federung von Antriebskräften frei. Die Strebe verhindert das Anheben des Kardanrohrs als Reaktion auf die beim Beschleunigen entstehende Umfangskraft des Ritzels. Das komplexe Knickgelenk ist eine Komplikation, manche bezeichnen es auch als „over engineered“ – als Ergebnis idealisierter Kräfterechnungen, die in der Fahrzeuglängsrichtung einen kürzeren Gelenkabstand ergibt als den Abstand vom Schwingendrehpunkt bis zur Hinterradachse. Um das Knickgelenk stabil zu führen, sind ein breites und somit schweres Rohr sowie eine zusätzliche stabile Lagerung erforderlich.

## Konstruktionen anderer Hersteller
Eine  Hinterradaufhängung mit einem „winkelkonstanten“ Kardanantrieb und zwei Kreuzgelenken wurde schon 1909 bei einer Wilkinson TMC genutzt.
Eine ähnliche, jedoch einfachere Konstruktion führte auch der italienische Hersteller Moto Guzzi mit dem CARC (Cardano Reattivo Compatto) ein: Wie BMW verwendet Moto Guzzi eine zusätzliche Strebe zum Kraftausgleich, aber ohne Gelenk in der Schwinge. Stattdessen ist das Winkelgetriebe drehbar auf der Radachse gelagert und wird über die Strebe abgestützt.

## Gelenkprobleme
Mit dem hinteren Kardanwellen-Knickgelenk zeigten sich bei BMW-Motorrädern in den ersten Jahren nach der Einführung teils Schäden: Erste Exemplare fielen teils schon frühzeitig aus, manchmal nach nur 30.000 Kilometern, mit schweren Gelenkschäden bis hin zu Wellenbrüchen. Die Kardanwellen der Paralever-BMWs liefen wieder, wie vor 1955, trocken und nicht wie bisher in einem Ölbad. Die modernere Paralever-Konstruktion der zweiten Generation, mit Schiebegelenk und aus der Kardanmitte verlegtem Drehpunkt, erwies sich dagegen als zuverlässiger.